# 経験論
経験論（）、あるいは、経験主義（、英: empiricism）とは、「人間の全ての知識は我々の経験に由来する」とする哲学上または心理学上の立場である。中でも感覚・知覚的経験を強調する立場は特に感覚論と呼ぶ。

## 概要
この語彙・概念自体は、元々は17世紀から18世紀にかけて生じた近代哲学の認識論において、イギリスを中心とする経験主義的傾向が強い議論（イギリス経験論）と、欧州大陸を中心とする理性主義（合理主義）的性格が強い議論（大陸合理論）を区別するために生み出されたものだが、現在では遡って古代ギリシア以来の西洋哲学の傾向・系譜を大別する際にも用いられる。
経験論は哲学的唯物論や実証主義と緊密に結びついており、知識の源泉を理性に求めて依拠する理性主義（合理主義）や、認識は直観的に得られるとする直観主義、神秘主義、あるいは超経験的なものについて語ろうとする形而上学と対立する。
経験論における「経験」という語は、「私的ないし個人的な経験や体験」というよりもむしろ、「客観的で公的な実験、観察」といった風な意味合いが強い。したがって、「個人的な経験や体験に基づいて物事を判断する」という態度が経験論的と言われることがあるが、それは誤解である。

## 沿革

### 古代
古代ギリシア哲学においては、イオニア学派に始まる自然哲学をはじめとして、ソフィスト達、デモクリトスら原子論者、そしてキュレネ派、キュニコス派、エピクロス派などが、知覚経験を重視した経験論に分類される。
これに真っ向から対立したのがピタゴラス学派やエレア派、またその影響を受けたプラトンであった。彼の主張したイデアは、仮象の現象界を超越したものであり、単に経験を積み重ねるだけでは認識し得ず、物の本質は、物のイデアを「心の眼」で直視し、「想起」することによって初めて認識することができるものであった。
プラトンの弟子アリストテレスは、その学問体系において両者を調停させ、統合することに成功した。

### 中世
13世紀のオックスフォード学派は、スコラ学を批判して経験を重視し、数学や自然哲学の発展に寄与した。先駆的な研究はロバート・グロステストの「光の形而上学」であるが、その弟子のロジャー・ベーコンは、「無知の四原因」を挙げて数学の意義を強調し、実験を用いることの重要性を説いた。14世紀のオッカムは、内的な反省的直観のみならず、「具体的個別的な感性的経験をも認識の起源」として重視して「普遍は単に思考上の単なる記号にすぎない」として、スコラ学内の普遍論争において唯名論を主張し、近世の経験論を準備した。

### 近世
16世紀以降、フランシス・ベーコンは、ロジャー・ベーコンの「無知の四原因」を発展させ、四つのイドラを示し、イドラを取り除くことが正しい知識に必要だと考え、従来のスコラ哲学で重視されてきた演繹と対比して、感覚的観察を無条件で信頼せず、実験という方法を駆使して少しずつ肯定的な法則命題へと上っていく帰納法を明示した。帰納法は、自然科学の発展を促したが、のちに18世紀、デイヴィッド・ヒュームの懐疑主義を生むことになった。

#### 近代経験論の成立
17世紀、ジョン・ロックは、人間は観念を生まれつき持っているという生得説を批判して観念は経験を通して得られると主張し、いわば人間は生まれた時は「タブラ・ラーサ」（白紙）であり、経験によって知識が書き込まれる、と主張した。アイルランドのジョージ・バークリーやスコットランドのデイヴィッド・ヒューム、そしてフランスではエティエンヌ・ボノ・ドゥ・コンディヤックが観念、知識は経験によって得られるという考えをロックから受け継いだ。

#### 功利主義
18世紀以降、ジェレミー・ベンサムは、経験を重視し、快楽と苦痛に支配される人間という冷厳な事実を直視し、倫理学において、功利性の原理を基礎に「最大多数の最大幸福」を主張した。「ある行為が道徳的に善いか悪いかの判断基準は、その行為が人々の幸福を全体として増大させるか否かにある」としたのである。

### 現代

#### ヘーゲル学派の台頭
ベーコンやロックによって打ち立てられた経験論の考えはバークリーを経てヒュームに流れ込み、ヒュームは経験論的な発想を極限まで推し進めてその帰結として懐疑論に陥り、そして18世紀以降、カントの批判哲学によって大陸合理論と総合された。経験論は、ドイツ観念論の成立によって衰退し、ヘーゲル学派の台頭を招き、イギリスではケンブリッチヘーゲル学派を形成した。

#### 現代経験論
近代以降においては、現象主義、実証主義、論理実証主義（論理経験主義とも）などが経験論の一種として生まれ、特に論理実証主義は、経験に基かず経験的に検証や確証ができない形而上学的な概念や理論を痛烈に批判した。経験論は、我々の理論や命題そしてそれらの真偽や確実性の判断などは、直観や信仰よりむしろ世界についての我々の観察を基礎に置くべきだ、とする近代の科学的方法の核心であると一般にみなされている。その方法とは、実験による調査研究、帰納的推論、演繹的論証である。
現代の科学哲学における経験論の重要な批判者はカール・ポパーである。ポパーは「理論はしばしば誤ることがある経験的・帰納的な仕方（cf. 帰納、自然の斉一性）で検証されるべきではなく、むしろ反証のテストを経てその信頼性が高められるべき」として反証主義を唱えた。

## 主な論者
- フランシス・ベーコン
- ジョン・ロック
- ジョージ・バークリー
- デイヴィッド・ヒューム